# Percy Hobson
Percival Francis Hobson (ur. 5 listopada 1943 w Bourke, zm. 4 stycznia 2022 w Melbourne) – australijski lekkoatleta, specjalista skoku wzwyż, mistrz igrzysk Imperium Brytyjskiego i Wspólnoty Brytyjskiej.

## Kariera sportowa
Zwyciężył w skoku wzwyż na igrzyskach Imperium Brytyjskiego i Wspólnoty Brytyjskiej w 1962 w Perth, wyprzedzając swego rodaka Charlesa Portera i Antona Norrisa z Barbadosu. Był to pierwszy złoty medal zdobyty na wielkiej imprezie międzynarodowej przez Aborygena. Hobson ustanowił wówczas swój najlepszy wynik w karierze – 2,108 m.
Hobson był mistrzem Australii w skoku wzwyż, w sezonie 1961/1962 i wicemistrzem w sezonie 1962/1963.